# تسافوريت
تسافوريت (بالإنجليزية: Tsavorite)‏، هو حجر كريم عقيق مكون من الألمنيوم والكالسيوم صيغته الكيميائية Ca3Al2Si3O12. تم اكتشافه في عام 1967 من قِبل الجيولوجي البريطاني كامبل بردجيز في الأدغال على طول الحدود بين كينيا وتنزانيا، حيث وجد أحجار على شكل بطاطس تحتوي على بلورات خضراء جميلة. يُسمى التسافوريت بهذا الاسم نظراً لوقوعه بالقرب من حديقة تسافو الوطنية الشهيرة في كينيا. وهو موجود فقط في هذين البلدين، على الرغم من أهم الرواسب موجودة في كينيا. ألوانه تتراوح من الأخضر الشاحب إلى لون أخضر الداكن ويمكن أحياناً أن ينافس الزمرد ذات الجودة العالية. مع صلابة من 6.5-7.5 فأن عقيق التسافوريت لا يسبب أي مشاكل في القطع، الترصيع والارتداء. وهو مناسب جداً للتركيبات غير المرئية، حيث يتم وضع الأحجار متصلة بالقرب من بعضها.

## روابط خارجية
- Mindat.org
- http://www.gemstone.org/gem-by-gem/english/tsavorite.html نسخة محفوظة 10 يونيو 2008 على موقع واي باك مشين. The ICA's tsavorite information page.
- Machete mob murders British gemstone miner in Kenya (Campbell R. Bridges)
- Campbell Bridges - Daily Telegraph obituary
- (Tsavorite Garnets Used in Celtic Jewelry)